# Office fédéral de l'énergie
L’Office fédéral de l'énergie (OFEN) est l'office fédéral compétent en matière d'énergie en Suisse. Il dépend du Département fédéral de l’environnement, des transports, de l’énergie et de la communication. Il est chargé des questions relatives à l'approvisionnement énergétique et l’utilisation de l’énergie. Il est basé à Ittigen. Le directeur est Benoît Revaz.

## Division principale de la sécurité des installations nucléaires
La Division principale de la Sécurité des installations Nucléaires est une division de l'OFEN. La DSN a pour rôle : 
- l'expertise des installations (construction, modification, démantèlement)
- le contrôle de l'exploitation des installations nucléaires

## Commission fédérale pour la recherche énergétique
La Commission fédérale pour la recherche énergétique ou CORE est un organe du Conseil fédéral et du Département fédéral de l'environnement, des transports, de l'énergie et de la communication (DETEC). Il s'agit d'un organe consultatif. Ses tâches sont notamment l'élaboration du Plan directeur de la recherche énergétique, le contrôle et le suivi des programmes de recherche énergétique du pays.